# Werner Holmberg

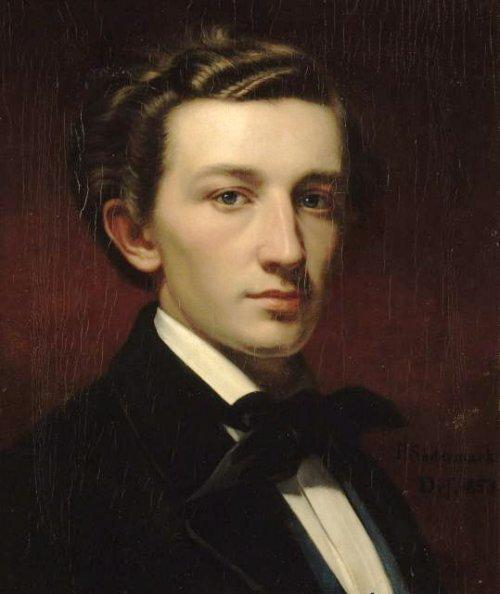
Werner Holmberg, 1853, Gemälde von Per Södermark

Gustaf Werner Holmberg (* 1. November 1830 in Helsingfors; † 24. September 1860 in Düsseldorf) war ein finnischer Maler der Düsseldorfer Schule.

## Leben
Holmberg, eines der zahlreichen Kinder des finnlandschwedischen Kammerrats Olof Henrik Holmberg und seiner Ehefrau Josepha (Josefina) Gustava, geborene Federley, besuchte ab 1840 die Grundschule in Helsingfors. 1846 wechselte er auf ein privates Lyzeum, wo er in seinem letzten Schuljahr von dem Maler Johan Erik Lindh unterwiesen wurde. Privatunterricht in Malerei erhielt er bereits in den Jahren 1842 oder 1843 bei dem in St. Petersburg gebildeten Pehr Adolf Kruskopf (1805–1852). Dieser riet ihm, sich ebenfalls an der Kunstakademie St. Petersburg weiter auszubilden, doch der Plan wurde aufgegeben. Im Frühjahr 1848 beteiligte sich Holmberg mit zwei Gemälden an einer Ausstellung des Finnischen Kunstvereins. Nachdem er ab 1848 für zwei Jahre von seinen Eltern, die für ihren Sohn eine Beamtenlaufbahn anstrebten, zu einem Studium der Rechtswissenschaft gezwungen worden war, begann er eine Ausbildung zum Architekten. Parallel durfte er an der Universität bei Magnus von Wright Zeichenunterricht nehmen und die Zeichenschule des Finnischen Kunstvereins besuchen, wo Berndt Abraham Godenhjelm (1799–1881) als Kunstlehrer unterrichtete. 1850 unterstützte er den Maler Robert Wilhelm Ekman bei den von diesem ausgeführten Fresken im Dom von Turku. In dieser Zeit begann Holmberg mit der freien Komposition von Landschaftsbildern. 1853 willigte der Vater ein und erlaubte seinem Sohn ein Malereistudium in Düsseldorf. Holmberg war der erste finnische Künstler, der dort Landschaftsmalerei studierte. Als er 1853 ankam, zählte er 30 nordische Künstler, die sich in Düsseldorf aufhielten. Von 1853 bis 1854 war er Privatschüler von Erik Bodom, von 1854 bis 1856 nahm er Privatunterricht bei Hans Fredrik Gude, dessen Landschafterklasse an der Kunstakademie Düsseldorf er in den Jahren 1855/1856 ebenfalls besuchte, und den er auf einer Studienreise nach Norwegen begleitete. 1858 heiratete er Anna Glad (Vang 1835 – 1909 Oslo), eine Schülerin von Otto Mengelberg in Düsseldorf, die fortan die Malerei aufgab. Am 9. Februar 1860 wurde in Düsseldorf die Tochter Anna, genannt Betzy († 1900) geboren, die nach einem Musikstudium in Kopenhagen und Leipzig Komponistin wurde. Holmberg, der als erster finnischer Maler von internationalem Niveau angesehen wird, starb im September 1860 in Düsseldorf an Lungentuberkulose, an der er seit Jahren gelitten hatte. In seinem Todesjahr war er von der Kunstakademie St. Petersburg zum Mitglied ernannt und als Lehrer an die Großherzoglich-Sächsische Kunstschule Weimar berufen worden.
Holmberg, dessen Werk insbesondere von Andreas Achenbachs Arbeiten beeinflusst war, schuf überwiegend großformatige Landschaften, meist Motive aus Deutschland, Norwegen und Finnland, die er in Aquarellzeichnungen vorbereitete. Er zeichnete auch Karikaturen. Seine Bilder gelten als „künstlerische Wiederentdeckung der finnischen Landschaft“. 1890 erwarb der finnische Staat eine große Sammlung seiner Aquarellstudien. Mit seinen Arbeiten war Holmberg in in- und ausländischen Ausstellungen vertreten, so 1866  in Stockholm sowie posthum unter anderem 1935 in Berlin, Düsseldorf und Hamburg, 1937 in Mailand und Rom, 1953/54 in Moskau und Leningrad und 1976 erneut in Düsseldorf. Werke befinden sich im Ateneum und in der Cygnaeuksen-Galerie in Helsinki, in den Museen von Imatra, Joensuu und Turku (Finnland), im Kunstmuseum Göteborg (Schweden) sowie in der Nationalgalerie in Oslo (Norwegen).

## Werke (Auswahl)

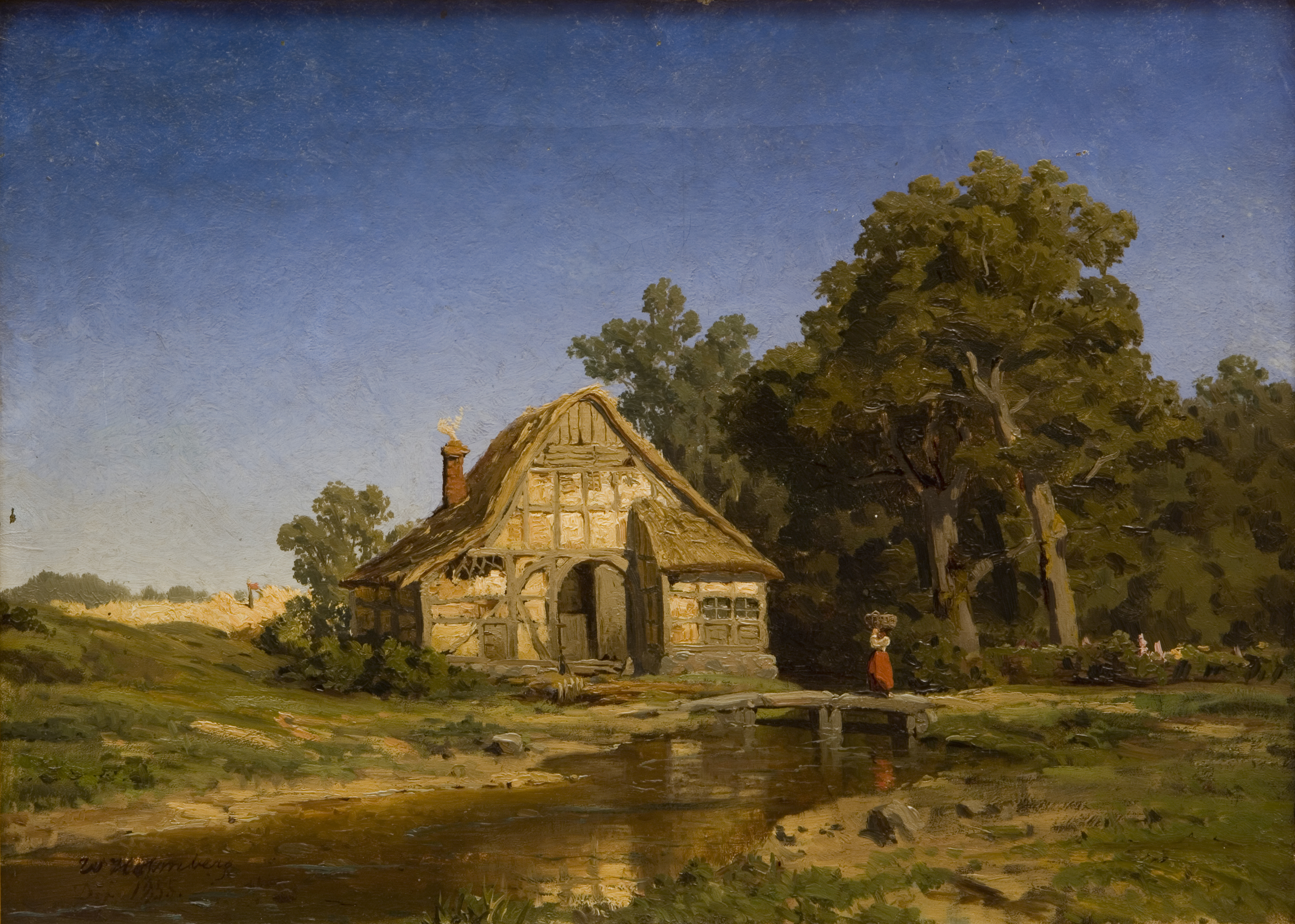
Deutsche Landschaft (Bauernhof in Westfalen), 1855

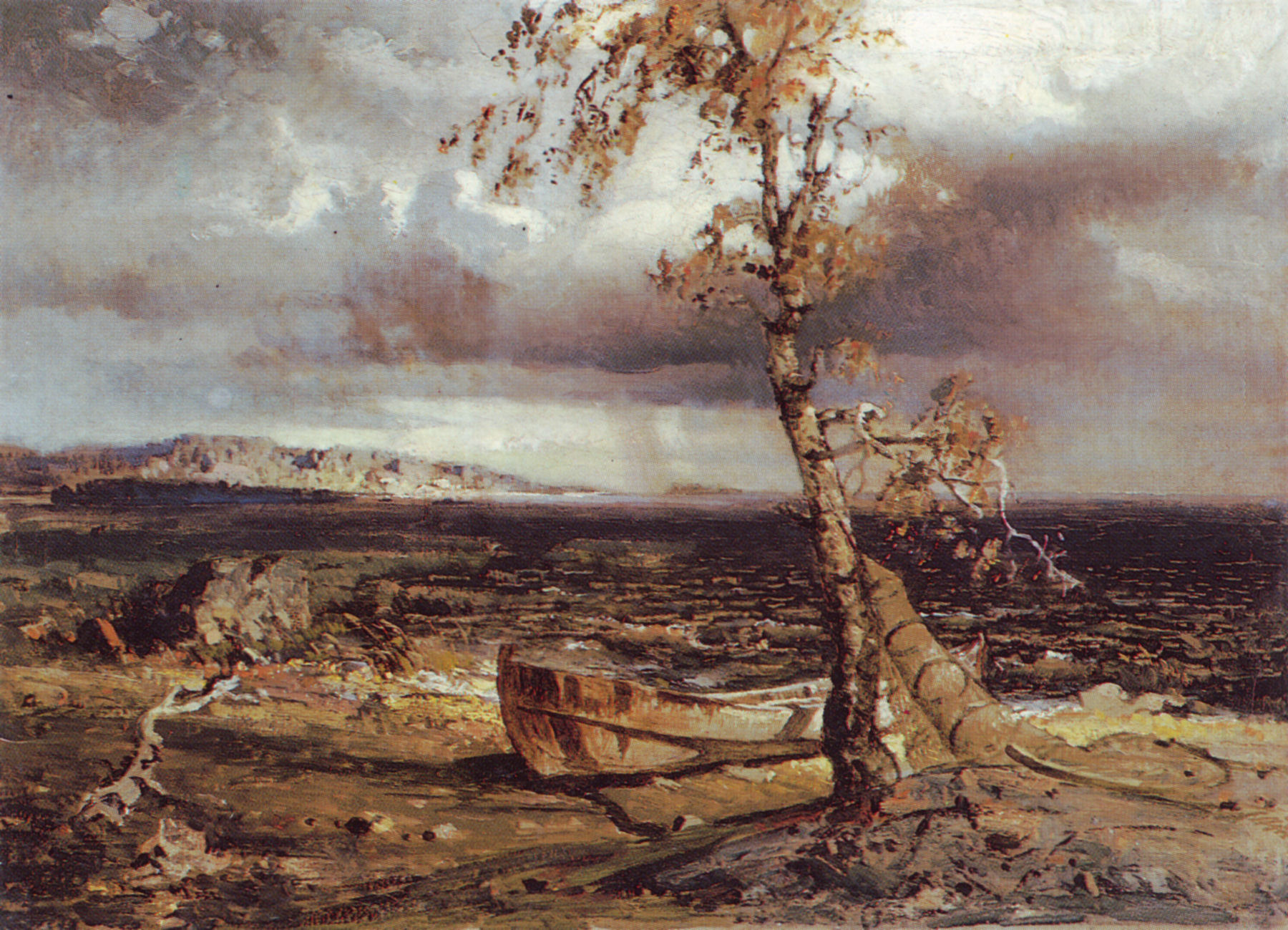
Gewitter über dem Näsijärvi, 1860

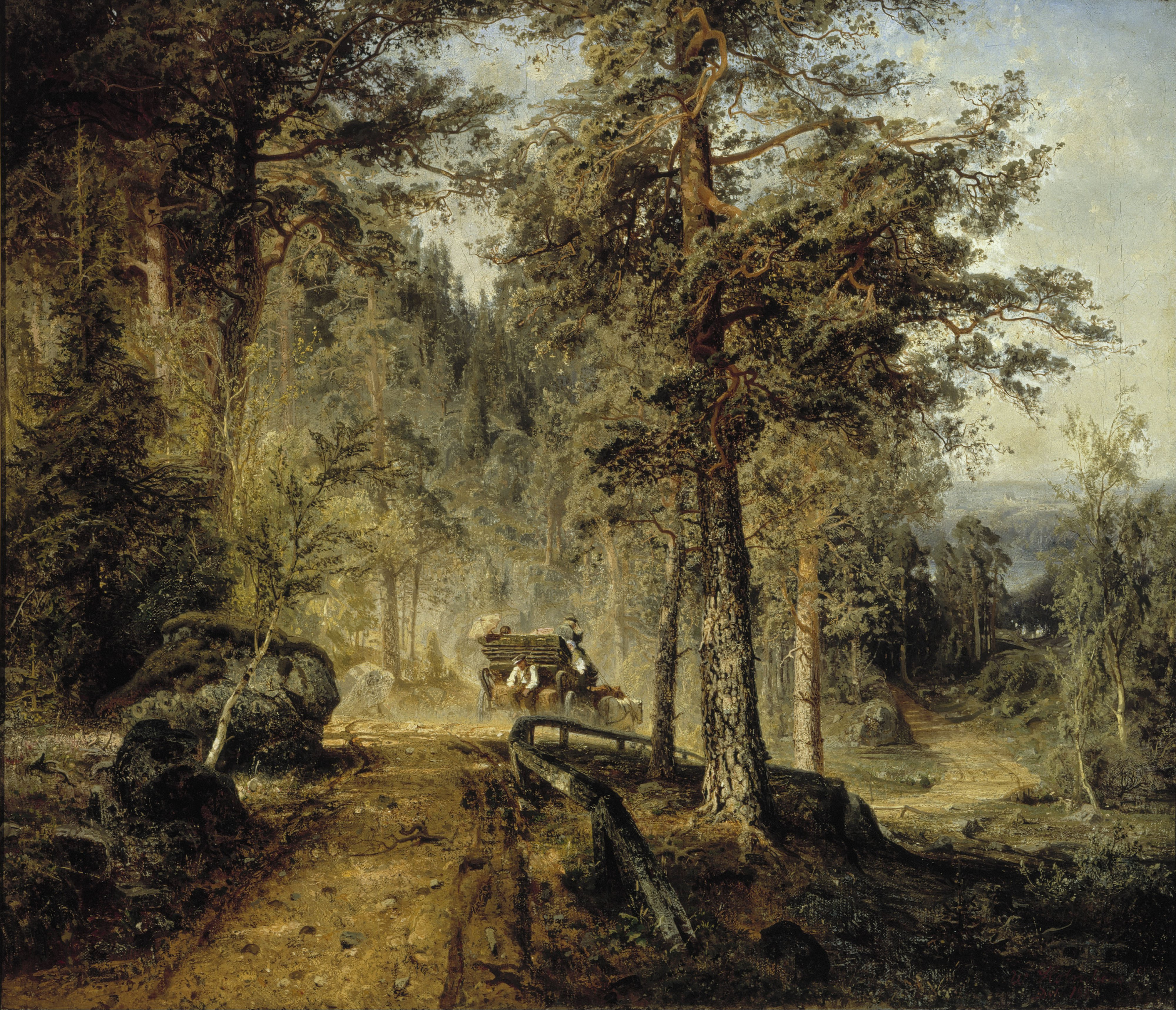
Straße in Häme (Ein heißer Sommertag), 1860

- Der Schoner „Hoppet“ (Hoffnung) in Rödhamn, bei der Seefahrt nach Deutschland gezeichnet, 23,5 × 31 cm; 1853: Helsinki, Ateneum (Kat. 1912: Nr. 227).
- Der Kyrö-Wasserfall in Finnland mit Sägewerk, 110 × 102,5 cm; Düsseldorf 1854; ausgestellt: Düsseldorf 1976, Kat.-Nr. 135: Helsinki, Ateneum (Kat. 1912: Nr. 228).[6]
- Deutsche Landschaft (Bauernhaus in Westfalen), 1855: Pori Art Museum.
- Ansicht aus Tawastland, 50 × 75 cm; 1855: Helsinki, Ateneum (Kat. 1912: Nr. 236).
- Herbstmorgen, 1856: Turku, Kunstmuseum.
- Deutsche Landschaft, 1856: Helsinki, Cygnaeuksen-Galerie.
- Deutscher Schlosspark, 56,5 × 64 cm; Düsseldorf 1856: Helsinki, Ateneum (Kat. 1912: Nr. 229).
- Im Gesteins bei Düsseldorf, Aquarell, 34 × 27 cm: Helsinki, Ateneum (Kat. 1912: Nr. 665). - Waldinneres (Metsän sisustaa), 1857; Abb.: Wennervirta 1934, Nr. 31.
- Landschaft bei Kuru, Aquarell, 33,5 × 53 cm; bezeichnet: W. Holmberg. Kuru 16 Juli 57: Best.-Kat. Kunstmuseum Göteborg 1979, Nr. 1343.
- Landschaft aus Kuru, 42 × 56,5 cm; 1858: Helsinki, Ateneum (Kat. 1912: Nr. 230).
- Ansicht aus Birkala, 59,5 × 913 cm; 1858: Helsinki, Ateneum (Kat. 1912: Nr. 231; Abb.: Hahm (1933).
- Landschaft aus Tawastland (Landskap fra Tavastland), 135 × 189 cm; um 1859/60: Oslo, Nationalgalerie; Abb.: Bestandskatalog  1973, Nr. 230.
- Landschaftsstudie, 20,5 × 28 cm; unbezeichnet: Oslo, Nationalgalerie; Bestandskatalog  1973, Nr. 231.
- Motiv aus Oppebygden, Norwegen, 26 × 32,5 cm; 1858: Helsinki, Ateneum (Kat. 1912: Nr. 666); Früh  morgens, ausgestellt: Düsseldorf 1976, Kat.-Nr. 136 (Abb.).
- Herbstmorgen in Ringerrige, Norwegen, Aquarell, 42 × 59 cm: Helsinki, Ateneum (Kat. 1912: Nr. 667).
- Frühlingslandschaft (Metsämaisema ringerikestä); Abb.: Wennervirta 1934, Nr. 29, Helsinki, Privatbesitz.
- Motiv aus Domarby, Finnland, Aquarell, 38 × 56 cm: Helsinki, Ateneum (Kat. 1912: Nr. 668).
- Bauernhof in Kuru / Torfbauernhütte in Kuru (Torppa Kurussa), 71,5 × 117,5; 1859: Helsinki, Ateneum (Kat. 1912: Nr. 232; Kat. 1958: Abb.).
- Kate am Weg zur Stadt, 59 × 77,5 cm; 1858; ausgestellt: Düsseldorf 1976, Kat.-Nr. 137; Porvoo, Lyceum.
- Landschaft am Leppälahti, Aquarell 1859: Helsinki, Ateneum; Abb.: Hahm (1933), Wennervirta (1934), Nr. 33, Okkonen (1939).
- Wald bei Regenwetter, 1859: Eigentum des finnischen Staates; Helsinki, Ateneum; Abb.: Tikkanen (1925).
- Motiv von Toriseva, 1859: Helsinki, Villa Gyllenberg.
- Finnische Landschaft, Federzeichnung, 1860; Abb.: Okkonen (1939), Privatsammlung.
- Katen in Kuru, 71 × 117,5 cm; 1860: Helsinki, Ateneum (Kat. 1912: Nr. 233); ausgestellt: Düsseldorf 1976, Kat.-Nr. 138.
- Bucht am Pyhäsee, 1860: Joensuu, Kunstmuseum.
- Tawastländischer Hopfengarten, 62 × 56 cm; 1860: Helsinki, Ateneum (Kat. 1912: Nr. 671); lt. Lexikon der Düsseldorfer Malerschule: Helsinki, Villa Gyllenberg.
- Gewitter über dem Näsijärvi, 36 × 50 cm; 1860: Helsinki, Ateneum (Kat. 1912: Nr. 670); ausgestellt: Düsseldorf 1976, Kat.-Nr. 140; lt. Lexikon der Düsseldorfer Malerschule: Helsinki, Villa Gyllenberg. - Blick auf den Näsijärvi, 1860; Abb.: Wennervirta (1934), Nr. 30; Okkonen (1939).
- Landstraße in Tawastland (Straße in Häme / Ein heißer Sommertag), 88 × 102 cm, 1860: Helsinki, Ateneum (Kat. 1912: Nr. 669; Eigentum der Universität); Abb.: Tikkanan (1925); ausgestellt: Düsseldorf 1976, Kat.-Nr. 139 (Farbabb. S. 111).
- Postweg (Postitie), 1860: Helsinki, Ateneum; Abb.: Wennervirta (1934), Nr. 30.
- Landschaft bei Kyrkslätt, Finnland, 39 × 55,5 cm: Helsinki, Ateneum (Kat. 1912: Nr. 664).
- Landstraße mit Schafen, 68,5 × 103 cm: Helsinki, Ateneum (Kat. 1912: Nr. 672).
- Sommerlandschaft, 42 × 57 cm: Helsinki, Ateneum (Kat. 1912: Nr. 1073; Vermächtnis der Freifrau A. von Oertzen).
- Mühle im Wald (Vesimylly): Helsinki, Ateneum; Abb.: Wennervirta 1934, Nr. 25.
- Blockhaus in Tavastland (Hämäläinen humalisto): Helsinki, Ateneum; Abb.: Wennervirta (1934), Nr. 26).
- Mühle an einem Stauwerk (Myllypato): Helsinki, Ateneum; Abb.: Wennervirta (1934), Nr. 32.
- Gebirgssee (Aihe tyrisevältä); Abb.: Wennervirta (1934), Nr. 27, Privatbesitz.
- Frühlingslandschaft (Kevätmaisema); Abb.: Wennervirta (1934), Nr. 24, Helsinki, Privatbesitz.
- Ernte (Rukiinleikuu); Abb.: Wennervirta (1934), Nr. 23, Privatbesitz.
- Bucht am Heiligensee (Pyhäjärven lahti); Abb.: Wennervirta (1934), Nr. 22, Helsinki, Privatbesitz.
- Viehweide mit Birken, unvollendet, 150 × 108,5 cm, und
- Waldlandschaft am Näsijärvi, untermalt, 71,5 × 99 cm; Geschenke von Anna Holmberg, Witwe des Künstlers: Helsinki, Ateneum (Kat. 1912: Nr. 234 und 235).